# Trầm cảm sau sinh
Trầm cảm sau sinh là một dạng của bệnh trầm cảm ảnh hưởng chủ yếu đến phụ nữ và một số ít nam giới sau khi đứa con sinh ra. Các báo cáo cho thấy tỉ lệ mắc bệnh biến thiên rất rộng, từ chỉ một vài cho đến hàng chục phần trăm, nguyên nhân là do các tiêu chuẩn chẩn đoán không thống nhất ở các nước. Theo một nghiên cứu nhỏ tại Bệnh viện Hùng Vương, Thành phố Hồ Chí Minh tỉ lệ bệnh nhân có dấu hiệu trầm cảm sau sinh là 41%, còn theo báo cáo mới hơn tại Bệnh viện Từ Dũ con số này chỉ là 12,5% trong đó 5,3% trầm cảm thực sự. Một nghiên cứu khác cho thấy, cứ 7 phụ nữ Mỹ thì có khoảng 1 người mắc trầm cảm trước lúc có bầu, trong thời gian mang thai và sau khi sinh em bé, kết quả còn phát hiện thêm rằng hơn một nửa số phụ nữ bị trầm cảm sau khi sinh cũng từng trải qua cơn trầm cảm trước khi có bầu và trong suốt thời gian mang thai. Trầm cảm sau sinh ảnh hưởng nghiêm trọng đến sức khỏe bà mẹ, đặc biệt là sự phát triển trí tuệ, cảm xúc và thể chất của đứa trẻ, tuy vậy đáng mừng là bệnh này đáp ứng tốt với điều trị. Bệnh còn có tên khác là Trầm cảm hậu sản, trầm cảm sau sanh. Ngoài ra ở những thời điểm đặc biệt khác của cuộc đời, phái nữ cũng có nguy cơ cao như trầm cảm trong giai đoạn tiền kinh nguyệt, rối loạn khí sắc liên quan đến thời kì mãn kinh.

## Triệu chứng
Các triệu chứng có thể xuất hiện vào bất kỳ thời điểm nào đó trong năm đầu sau sinh, bao gồm các triệu chứng thường gặp sau:
- Cảm thấy mình không xứng đáng chăm sóc em bé
- Sao nhãng trong việc chăm sóc con
- Cáu gắt với người khác
- Dễ lo âu và hoảng sợ
- Buồn bã
- Cảm thấy có tội
- Không còn thích thú với những thứ, hoạt động mình ưu thích trước kia
- Giảm thiểu giao tiếp với người khác
- Rối loạn giấc ngủ (thường là mất ngủ)
- Ăn uống thất thường
- An ủi không đem lại kết quả
- Cảm thấy trống rỗng
- Cảm thấy yếu ớt hoặc không còn sức lực
- Không cảm thấy thoải mái trong quan hệ tình dục
- Giảm khả năng diễn đạt chính xác khi nói hoặc viết
- Tuyệt vọng
- Lòng tự trọng thấp

Những ý nghĩ ám ảnh có thể xuất hiện và thường liên quan đến bạo lực đối với đứa trẻ. Trong trường hợp bị nặng ý nghĩ và hành vi giết đứa trẻ ngay sau khi sanh có thể xảy ra với những hoang tưởng hoặc ảo giác.

## Yếu tố nguy cơ
Một số người có khả năng mắc bệnh này cao hơn người khác điều đó có thể được dự đoán chính xác thông qua một số đặc điểm ở người mẹ giúp phòng tránh từ xa, theo các nghiên cứu thì những yếu tố sau sẽ làm tăng nguy cơ mắc trầm cảm sau sinh ở phụ nữ:

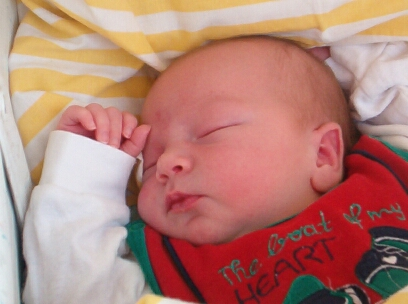
Nghĩa vụ chăm sóc trẻ nhỏ phải được chia sẻ và người mẹ cần tránh mâu thuẫn với người thân đặc biệt là chồng, điều đó giúp hạn chế trầm cảm sau sinh

- Bị trầm cảm trong thời kỳ mang thai
- Từng bị trầm cảm sau sinh trước kia
- Khó khăn kinh tế, nghề nghiệp không ổn định
- Sinh con so (con đầu lòng) có nguy cơ mắc bệnh cao hơn sinh con rạ
- Đứa trẻ không có bố chính thức
- Sinh con trong tình trạng ly dị hoặc ly thân
- Sử dụng các chất kích thích như rượu, thuốc lá, ma túy[9]
- Đẻ khó, đẻ mổ
- Sinh con ở độ tuổi vị thành niên
- Không có người hỗ trợ chăm sóc

So sánh khả năng mắc với yếu tố tiền sử bệnh:
| Chẩn đoán                                                                           | Nguy cơ    |
| ----------------------------------------------------------------------------------- | ---------- |
| Không có tiền sử bệnh tâm thần, buồn sau sinh, trầm cảm nặng                        | Thấp       |
| Đã từng mắc trầm cảm sau sinh, rối loạn khí sắc chu kỳ, trầm cảm nặng tái diễn      | Trung bình |
| Đã từng mắc trầm cảm sau sinh và rối loạn trầm cảm tái diễn, trầm cảm nặng tái diễn | Cao        |
| Trầm cảm trong thai kỳ, đã từng mắc rối loạn lưỡng cực, trầm cảm sau sinh           | Cao nhất   |

## Nguyên nhân
Người ta vẫn chưa tìm được chính xác nguyên nhân của trầm cảm sau sinh, một số giải thích được đưa ra là vào thời điểm sau sinh nội tiết tố của người mẹ bị rối loạn thêm vào đó là những mệt mỏi trong thời kỳ mang thai và sau khi sinh cùng những rắc rối trong quan hệ vợ chồng. Với đàn ông nguyên nhân chủ yếu là do sự thay đổi đột ngột lối sống cùng sự suy giảm mối quan tâm của vợ, vì lúc này cô ấy phải tập trung trong vai trò làm mẹ, người chồng có thể cảm thấy cô đơn.

## Điều trị và phòng ngừa
Nguyên tắc điều trị giống như các trường hợp trầm cảm khác: phối hợp thuốc chống trầm cảm và tâm lý trị liệu trong đó người bệnh tập trung cải thiện mối quan hệ với người khác chủ yếu với chồng và con. Điều trị tâm lý được ưu tiên bởi vì khi dùng thuốc người mẹ có thể phải ngưng cho con bú do thuốc xuất hiện trong sữa mẹ, tuy nhiên dùng thuốc vẫn là bắt buộc khi xét thấy lợi ích đem lại là cao hơn các yếu tố có hại. Cần theo học một số chương trình giáo dục tiền sản (ví dụ như lớp học tiền sản) cho cả người vợ lẫn chồng trước khi sinh con, hoặc ít nhất tìm sách báo hướng dẫn, hoạt động này giúp cung cấp những kiến thức đúng đắn về sức khỏe sinh sản, nhận thức tốt sẽ giúp phòng tránh trầm cảm sau sinh.
Một phương pháp chẩn định người mẹ có nguy cơ bị trầm cảm sau sinh là bảng điểm Edinburgh. Sau khi trả lời mười câu hỏi trong bảng, nếu số điểm trên 13, người mẹ có nguy cơ bị trầm cảm sau sinh.

### Mẹo nhỏ
Dưới đây trình bày 7 mẹo nhỏ giúp ngăn ngừa và hạn chế căn bệnh này:
- Tham gia các lớp học dành cho đối tượng làm cha làm mẹ do bệnh viện tài trợ
- Lên kế hoạch về tiền bạc liên quan mật thiết với chuyện em bé sắp ra đời
- Nghĩ ra các cách thức nhằm chia sẻ trách nhiệm chăm sóc em bé. Ví dụ, người cha có thể lo việc cho bé ăn đêm theo công thức có sẵn hoặc chuẩn bị bình sữa cho bé bú
- Chú ý dồn tâm trí đến các vấn đề quan hệ gia đình trước khi em bé chào đời
- Thuê người giúp việc hoặc nhờ người thân trong gia đình trông giữ giùm em bé mỗi tuần một lần
- Hiểu rằng đời sống tình dục sẽ thay đổi sau khi sinh và có thể không trở lại bình thường trong vòng một năm hoặc lâu hơn
- Tìm kiếm nhóm tương trợ cùng cảnh ngộ, những người mới làm bố, hoặc tra cứu thông tin về trầm cảm

## Phân loại và lịch sử
Trầm cảm sau sinh là một dạng trong các rối loạn tâm thần xảy ra vào thời kỳ sinh đẻ, ngoài trầm cảm sau sinh nhóm bệnh này còn bao gồm:
- Trạng thái buồn chán sau sinh (postpartum blues)
- Loạn thần sau sinh

Bảng phân loại rối loạn tâm thần sau sinh:
| Rối loạn           | Tần suất   | Khởi phát                           | Triệu chứng                                                                                         |
| ------------------ | ---------- | ----------------------------------- | --------------------------------------------------------------------------------------------------- |
| Buồn sau sinh      | 30 – 85%   | Trong tuần đầu tiên                 | Cảm xúc dao động, dễ khóc, mất ngủ, lo âu                                                           |
| Trầm cảm sau sinh  | 10 – 15%   | Thường mơ hồ, trong 2 – 3 tháng đầu | Khí sắc trầm buồn, lo âu quá mức, mất ngủ                                                           |
| Loạn thần sau sinh | 0,1 – 0,2% | Thường trong 2 – 4 tuần đầu         | Kích động, gây hấn, khí sắc trầm hay hưng phấn, hoang tưởng, giải thể nhân cách, hành vi vô tổ chức |

Hippocrates thường được coi là người đầu tiên nhận biết các rối loạn tâm thần sau sinh, nhưng phải đến đầu thế kỷ 19 mới bắt đầu xuất hiện các thông báo lâm sàng về "bệnh điên sau sinh" trong các tài liệu y khoa ở Đức và Pháp. Năm 1818, Jean Esquirol lần đầu tiên đưa ra các số liệu thuyết phục qua 92 bệnh nhân loạn thần sau sinh được nghiên cứu tại Salpetriere trong thời kỳ chiến tranh Napoléon. Tuy nhiên, người có công nhiều nhất trong lĩnh vực này là Victor Louis Marce, một bác sĩ người Pháp, ông đã bước đầu xây dựng được cơ sở về những khái niệm phù hợp với hiện đại và đưa ra nhận định các thay đổi sinh lý trong thời kỳ sinh đẻ có liên quan đến trạng thái tâm lý của bà mẹ. 

### Rối loạn riêng biệt
Hiện nay vẫn chưa thống nhất được có nên xếp trầm cảm sau sinh là một rối loạn riêng biệt hay không. Trong khi một số tác giả cho rằng rối loạn tâm thần sau sinh là một nhóm các rối loạn có liên quan đặc biệt đến việc mang thai và sinh đẻ nên cần tồn tại một chẩn đoán riêng biệt. Ngược lại, theo DSM-IV cũng như ICD-10, rối loạn tâm thần sau sinh không được ghi thành một chương riêng biệt và không có tiêu chuẩn chẩn đoán rõ ràng.